# 空よ
「空よ」（そらよ）は、トワ・エ・モワのEP盤シングルレコード。品番は、EP-1211。

## 概要
「空よ」は、視聴者からオリジナル曲（作詞・作曲）を公募し優れたものをプロの歌手による歌唱で発表する、NHK総合テレビの番組『あなたのメロディー』から生まれた。トワ・エ・モワは、この曲で『NHK紅白歌合戦』（第21回、1970年）に初出場を果たす。近年では坂崎幸之助が司会を務める番組で坂崎と一緒に歌っている。
1985年3月21日の『あなたのメロディー』最終回のラストでこの曲が当日の出演者全員で歌われ、22年の番組の歴史を締めくくった。

## シングル収録曲
1. 空よ
作詞・作曲:難波寛臣/編曲:小谷充
2. あの橋をわたろう
作詞:芥川澄夫/作曲:山室英美子/編曲:小谷充

## カバー
- ベイビーブラザーズ　オリジナル（フィンガー5）（1974年のアルバム『私の恋人さん』SKD-211に収録）。